# لطف‌الله خان صدق‌السلطنه
لطف‌الله خان لیقوانی معروف به صدق السلطنه  از ملاکین و سیاستمداران ایرانی بود، که در دوره پنجم بعنوان نماینده تبریز در مجلس شورای ملی حضور داشت.